# 摩周湖の巨大ザリガニ
摩周湖の巨大ザリガニ（ましゅうこのきょだいザリガニ）は、摩周湖で発見されたザリガニである。全長1メートルの個体も目撃されているが、標本は2024年現在存在しない。いわゆるUMAに分類される。

## 沿革
摩周湖に正体不明の巨大ザリガニが生息することは、地元民の間ではよく知られている。ただし、摩周湖には漁業権が設定されていないうえ、環境保全の観点からカルデラ内壁部への立ち入りが禁止されているため、巨大ザリガニについて公表されることはなかった。1926年以降、摩周湖にはウチダザリガニやニジマスが放流され、1968年にはヒメマスが放流されている。北海道立水産孵化場は毎年刺し網を使って追跡調査を行っているが、巨大ザリガニが捕獲された例はない。
1975年8月、当時小学校5年生だった川井唯史（現・国際ザリガニ学会事務局長）は、同級生の父が巨大ザリガニを捕獲したと聞きつけ、見に行った。そこで見せられた2個体のうち大きい方は、頭胸甲長が47センチメートルもあったという。本人によると「腰が抜けた」状態にあったため、全長は測定しなかったが1メートルくらいあった（尾節と異様に大きな紺脚を地面につけ、古タイヤの上に横たわっていた）。譲渡を断られたため、標本は残っていない。また、1985年8月に川井は密猟者の網に頭胸甲長30センチメートルほどのザリガニがかかっているのを目撃したが、この時も譲渡を断られた。
その正体について、水産大学校増殖学科講師の濵野龍夫（現・吉備国際大学農学部海洋水産生物学科教授）らは1992年の論文の中で、ウチダザリガニが巨大化したものではないかと考察している。なお、それ以外の種が巨大化したという可能性も否定していない。世界最大のザリガニであるタスマニアオオザリガニは最大で全長76センチメートル・体重4.5キログラムに達するが、原産国のオーストラリアからの持ち出しは禁止されており、摩周湖に放流されたという記録もない。オカルト評論家の山口敏太郎も、「巨大化したウチダザリガニであることはほぼ間違いない」と述べている。